# Pindare (essai)
 (novembre 2012).
Si vous disposez d'ouvrages ou d'articles de référence ou si vous connaissez des sites web de qualité traitant du thème abordé ici, merci de compléter l'article en donnant les références utiles à sa vérifiabilité et en les liant à la section « Notes et références ».
Pindare est un essai de Marguerite Yourcenar, rédigé entre 1926 et 1929 et paru en 1932 aux éditions Grasset. Elle y évoque la figure du poète Pindare sous la forme d'une étude biographique.

## Éditions
- Pindare, Paris, Grasset, 1932, 293 p. Réédité dans le recueil Essais et mémoires, Bibliothèque de la Pléiade, Paris: Gallimard, 1991.